# Józef Bem

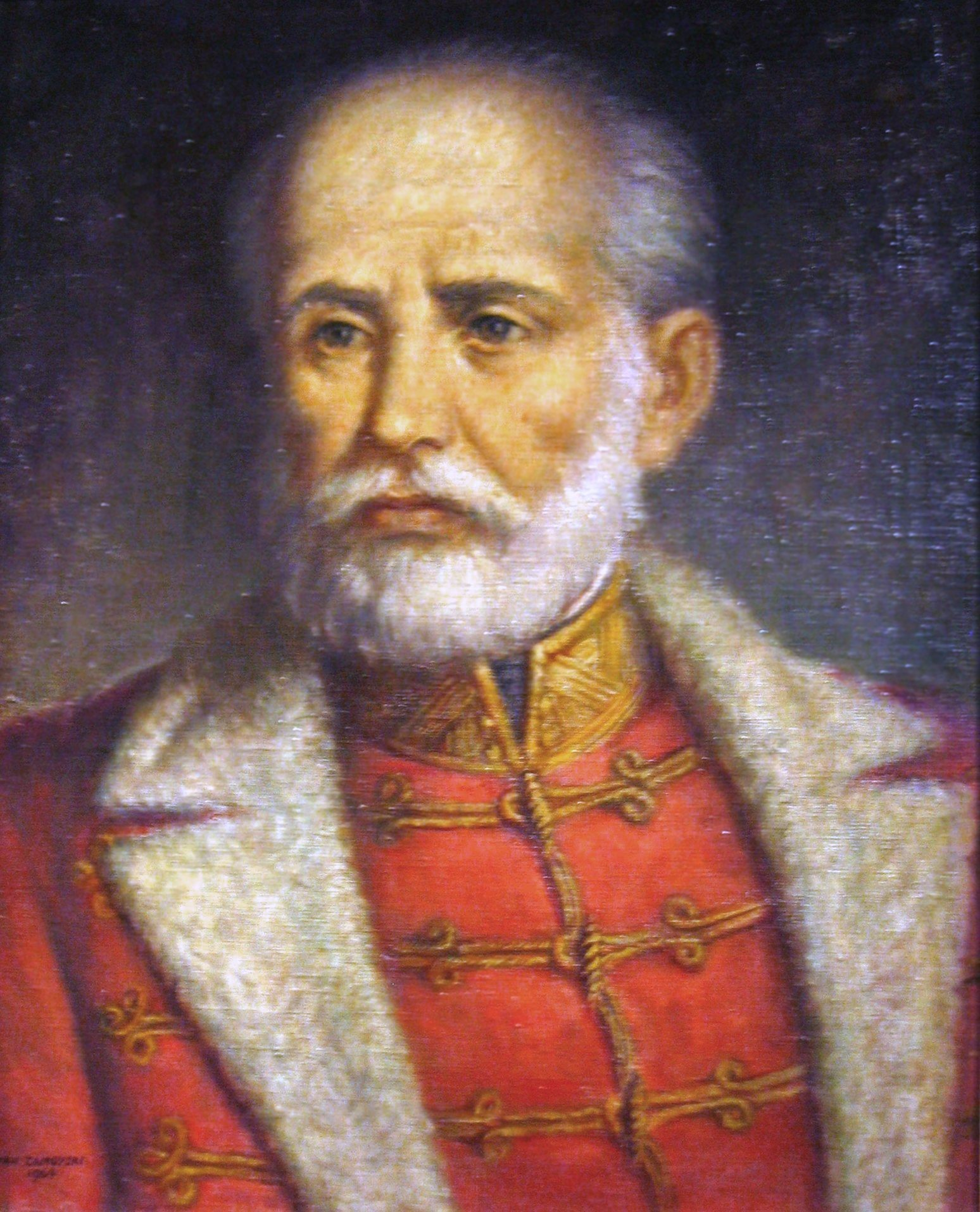
Józef Bem

Józef Zachariasz Bem, född 14 mars 1794 i Tarnów, död 10 december 1850 i Aleppo, var en polsk general och nationalhjälte. 

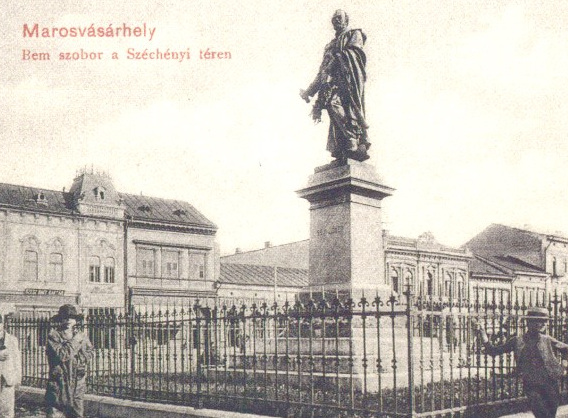
Bems staty, utförd av Adolf Huszár.jpeg

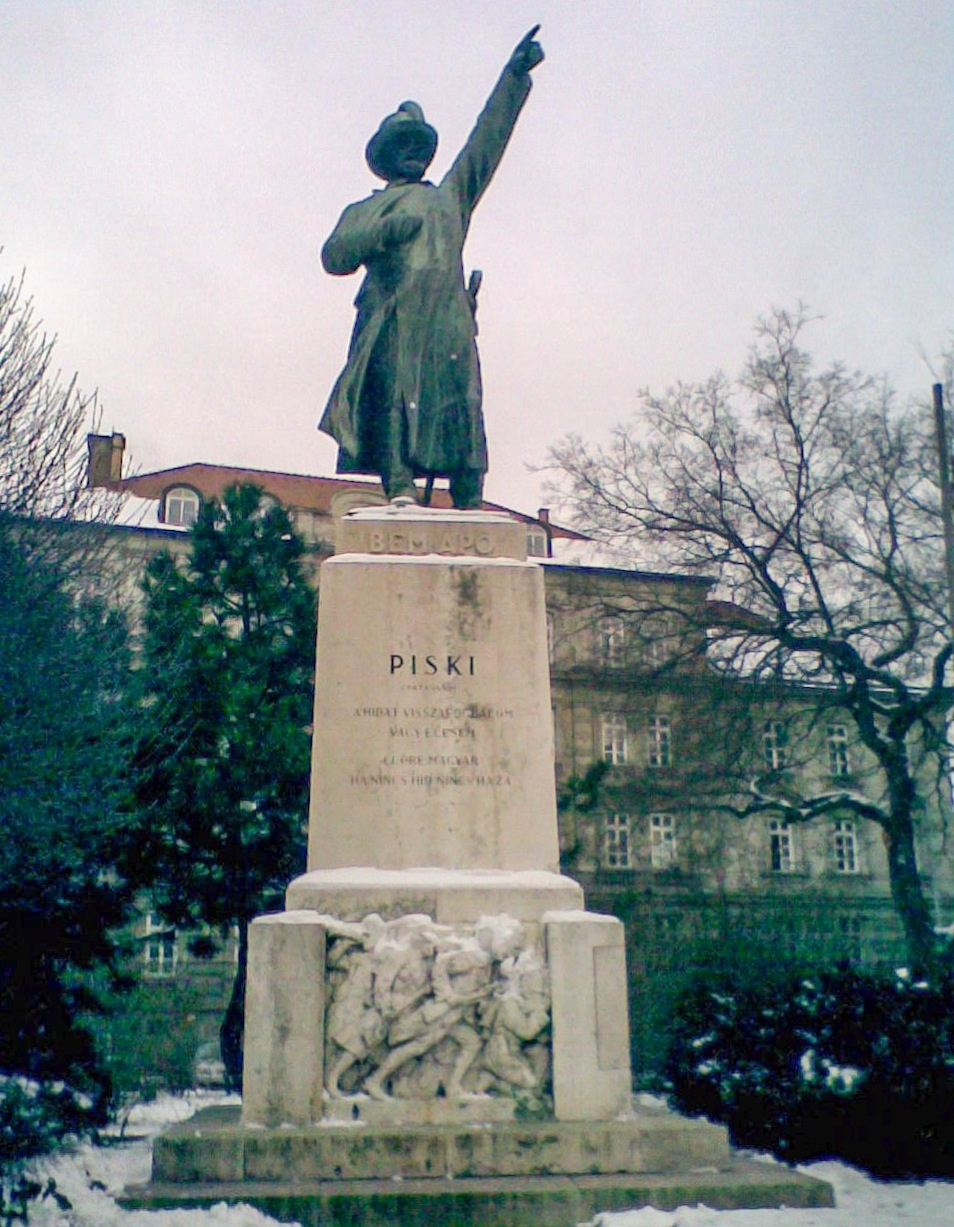
Som staty i Budapest, som Bem József.

Bem tjänstgjorde 1815–1825 i den nya polska armén och deltog med tapperhet i det polska upproret och befordrades 1831 till general i upprorsarmén. Efter Warszawas fall flydde han till Tyskland och vistades därefter liksom många andra polska emigranter mest i Paris. Under revolutionsåret 1848 kom han till Wien och deltog i dess försvar mot regeringstrupperna, flydde vid stadens kapitulation till Ungern och erhöll av Lajos Kossuth överbefälet i Siebenbürgen. Han erövrade Kronstadt och Hermannstadt men måste slutligen vika för den österrikisk-ryska övermakten. Efter slaget vid Temsevár i augusti 1849 flydde han till Turkiet och var tvungen att konvertera rent formellt till islam för att kunna ansluta sig till den ottomanska armén.